# 大同大學 (日本)
大同大學（日語：だいどうだいがく，英語：Daido University），是一所位在日本愛知縣名古屋市的私立大學。1939年創校。1964年設立大學部，簡稱大同大。

## 外部連結
- 大同大学 （页面存档备份，存于）（日語）